# Tour des Moluques
Le Tour des Moluques (nom officiel: Tour de Moluccas) est une course cycliste à étapes, organisée en Indonésie dans les Moluques (îles de Céram et d'Ambon). Créée en 2017, l'épreuve fait partie de l'UCI Asia Tour en catégorie 2.2.
La course à étapes a été organisée à nouveau en 2021 en tant qu'épreuve amateur.

## Palmarès
| Année | Vainqueur    | Deuxième     | Troisième   |
| ----- | ------------ | ------------ | ----------- |
| 2017  | Marcus Culey | Jai Crawford | Jesse Ewart |